# Кална писия
Калните писии (Austroglossus pectoralis) са вид актиноптери от семейство Морски езици (Soleidae).
Те са недостатъчно проучен вид.
Таксонът е описан за пръв път от Йохан Якоб Кауп през 1858 година.